# Örnsköldsviks Nya Tidning
Örnsköldsviks Nya Tidning var en dagstidning med mycket kort livslängd utgivningsperiod varade från 6 mars 1913 till 5 december 1913. Provnummer var inte daterat med annat än årtalet. Tidningen hade ett flertal undertitlar : Nyhetstidning för norra Ångermanland, Veckotidning för norra Ångermanland, Norrlands-Kuriren Politiskt neutral hembygdstidning för Norrland, och Norrlands Kuriren Hembygdstidning för Norrland.

## Redaktion
Redaktionsort  för tidningen var hela tiden Örnsköldsvik. Politisk tendens  var politiskt neutral men religiöst betonade åsikter. Ansvarig utgivare för tidningen var bokhållare Per Adolf Johansson till 8 juli 1913 sedan redaktören Axel Teodor Johansson till 5 december 1913. Tidningen kom ut en gång i veckan fredagar. Redaktör var Axel Johansson från 6 mars 1913 till 27 november 1917 då Oskar Forslin tog över redaktörskapet sista tidningsnumret.
Tidningen fyra sidor trycktes i svart med antikva på en satsyta 53-54x36-37 cm stor. Tryckeri  var Ågrens boktryckeri  i Örnsköldsvik. Priset för tidningen var 1 krona 35 öre för 1913.